# Raymond Chevreuille
Raymond Chevreuille (født 17. november 1901 i Brussel, Belgien, død 9. maj 1976 i Montignies-le-Tulleul, Belgien) var en belgisk komponist. 
Chevreuille hører til Belgiens vigtige komponister i det 20 århundrede. Han studerede på Brussels Musikkonservatorium , men sprang fra, og var derefter selvlært.
Han har komponeret 8 symfonier, 3 klaverkoncerter, 3 violinkoncerter og orkesterværker.
Han var både tonal og atonal i sin stil, og yndede ofte i sine orkesterværker at lave dialog mellem orkester og solist. Sammen med komponisterne , Jean Absil og Arthur Meulemans , hører han til de betydeligste komponister i Belgien.

## Udvalgte værker
- Symfoni nr. 1 (1939) - for orkester
- Symfoni nr. 2 (1944) - for orkester
- Symfoni nr. 3 (1951) - for orkester
- Symfoni nr. 4 (1952) - for orkester
- Symfoni nr. 5 (1954) - for orkester
- Symfoni nr. 6 (1957) - for orkester
- Symfoni nr. 7 (1964) - for orkester
- Symfoni nr. 8 (1970) - for orkester
- 3 Violinkoncerter (1941, 1953, 1965) - for violin og orkester
- "Askepot" (1946) - ballet
- 6 Strygerkvartetter (1930-1945)

## Eksterne kilder og henvisninger
- Biografi og værkliste Arkiveret 1. juni 2011 hos  Wayback Machine (på fransk)